# Carl Röder (Bildhauer)
Carl Röder (auch Karl Röder; * 21. Februar 1854 in Greiz; † 17. Februar 1922 in Dresden) war ein deutscher Bildhauer und Lithograf.

## Leben und Werk
Röder studierte an der Dresdner Kunstakademie unter anderem bei Ernst Hähnel. Nach einem Italienaufenthalt war er in Dresden tätig und schuf, neben bauplastischen Arbeiten, auch Kleinbronzen. Zu den Großplastiken zählten „Adam und Eva“ am Greizer Sommerpalais, sowie „Germania“ auf dem Greizer Denkmalplatz (1945 abgerissen). Seine 2-teilige Skulptur „Aufhocker“ wurde im Gartensaal des Sommerpalais aufbewahrt und ist heute im Besitz des Greizer Museums. Röder arbeitete auch mit der Meißner Porzellanmanufaktur zusammen, die 1884 eine antikisierende Porzellanskulptur mit dem Motiv eines sterbenden Kriegers herausbrachte. Im Dresdner Stadtmuseum befindet sich seine Bronzeskulptur „Ruderer“ (Höhe 78 cm) von 1903. Zudem steuerte er mehrere Figuren für den Fassadenschmuck des Kunstakademiegebäudes an der Brühlschen Terrasse bei.
Nach ihm ist die Carl-Röder-Straße in Greiz benannt.

## Werke
- Huckup (Hildesheim) (1905)
- Kriegerdenkmal 1870/71 in Greiz